# Monts Granite
Les monts Granite sont un massif montagneux des Rocheuses situé dans le Wyoming, aux États-Unis, et culminant à 2 456 mètres d'altitude au pic McIntosh.

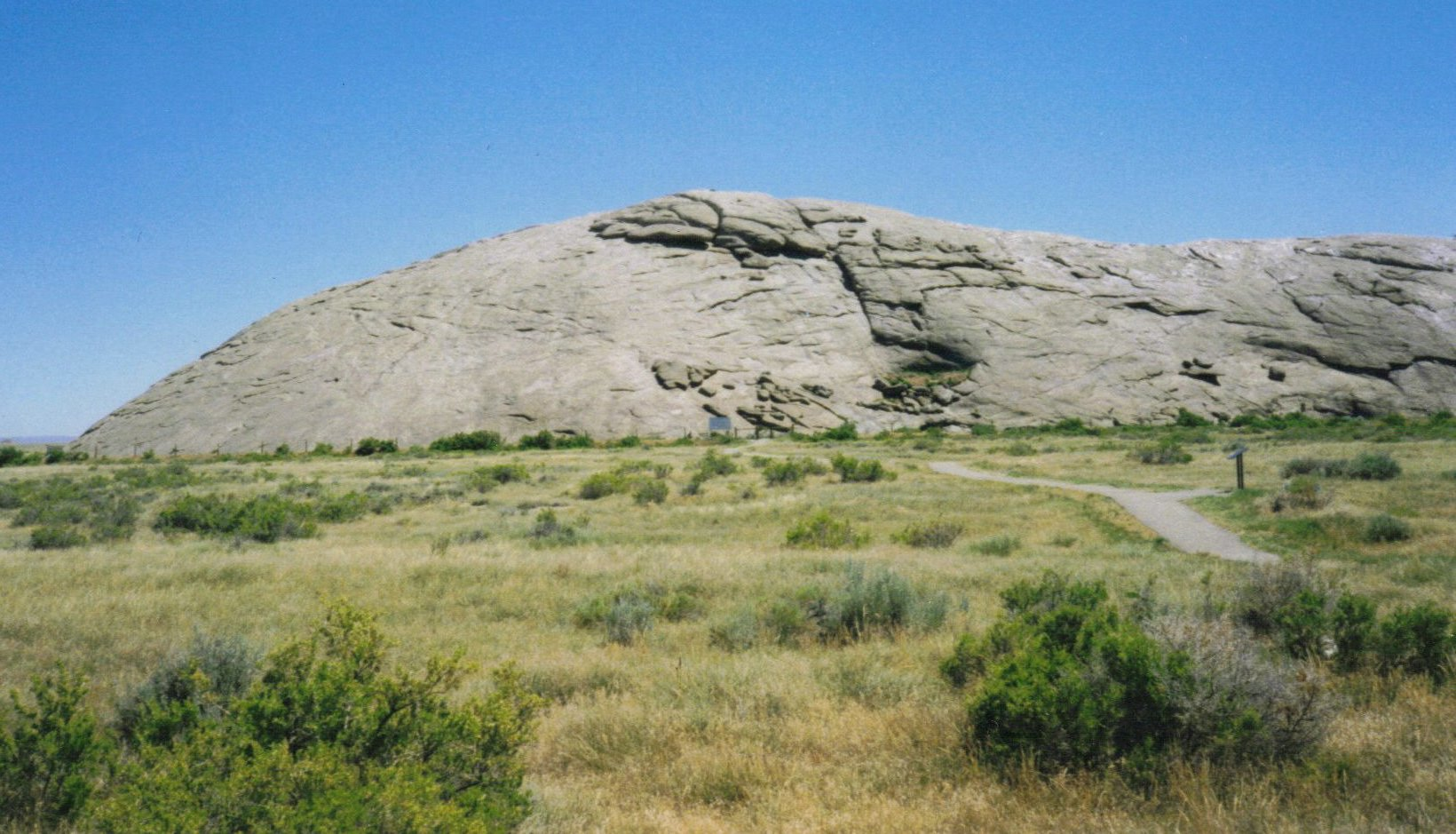
Independence Rock, un rocher historique des monts Granite